# Hartmut Seliger
Hartmut Seliger (* 11. Juni 1937 in Worms/Rhein) ist ein deutscher Chemiker und war von 1975 bis 2009 Professor für makromolekulare Chemie an der Universität Ulm.

## Leben
Nach dem Abitur in Darmstadt studierte Seliger ab 1957 Chemie an der Technischen Hochschule Darmstadt. Dort begegnete er Friedrich Cramer, der fortan sein Vorbild und Mentor wurde. Gemeinsam mit ihm wechselte Seliger 1964 an das Max-Planck-Institut für Experimentelle Medizin in Göttingen, wo er seine Dissertation zum Dr.-Ing. anfertigte. Im Rahmen dieser Arbeit wandte er als erster deutscher Chemiker die Festphasensynthese für das Zusammensetzen von Nucleinsäurebausteinen an. Nach der Promotion 1966 ging er an die Northwestern University in Evanston, Illinois, um eine Lehrzeit bei Robert L. Letsinger zu verbringen, dem Miterfinder der Festphasensynthese. Ab 1969 folgten weitere Jahre am Institut für Makromolekulare Chemie der Universität Freiburg im Breisgau als Assistent von Elfriede Husemann, die als ehemalige Mitarbeiterin von Hermann Staudinger ihrerseits seinem Interesse entgegenkam, makromolekulare Systeme aus biologischem ebenso wie aus technischem Blickwinkel zu betrachten. Nach der Habilitation 1975 wechselte Seliger als Universitätsprofessor und Leiter der Sektion Polymere an die Universität Ulm, wo er die Makromolekulare Chemie in den Lehrplan des Fachs Chemie eingliedern konnte und das erste Graduiertenkolleg an der Universität Ulm ins Leben rief. 2002 wurde Seliger dazu berufen, an der in Kairo neu gegründeten German University in Cairo als Gründungsdekan den Fachbereich Biotechnologie in Forschung und Lehre aufzubauen.
Seliger ist verheiratet und hat zwei Töchter.

## Wirken
An der Universität Ulm forschte Seliger mehr als drei Jahrzehnte intensiv auf dem Gebiet der Nucleinsäure-Chemie, wobei er unter anderem die von Robert L. Letsinger entwickelte und inzwischen automatisierte Nucleosid-amidophosphit-Festphasensynthese einführte und deren Ablauf 1988 aufklärte. Im Rahmen dieses Generalthemas fertigte er vielfältige Arbeiten über neue Schutzgruppen und Polymerträger an, wobei seine Forschung stets das Ziel verfolgte, die Herstellung und Aufarbeitung synthetischer kurzer DNA-Sequenzen schneller und effizienter zu gestalten. Mit dieser Arbeitsausrichtung kam er auch dem Interesse biologischer und medizinischer Arbeitsgruppen entgegen, die Primer und andere synthetische Oligonucleotid-Sequenzen für ihre Forschung benötigten; die Zusammenarbeit mit Unternehmen aus diesen Bereichen gab 1988 u. a. Anlass zu einer ersten Gensynthese.
Der Forschungsbereich der Arbeitsgruppe Seliger an der Universität Ulm wurde, vor allem seit den 1990er Jahren, über den Bereich der Synthese von Nucleinsäuren hinaus wesentlich erweitert. Projektbereiche betrafen u. a. synthetische Nucleinsäuren für die diagnostische und therapeutische Anwendung. Hinzu kam außerdem ein völlig neuer Forschungsbereich, der unter dem Oberbegriff „nachwachsendes Plastik“ solche Materialien bezeichnet, die sowohl biogenen Ursprungs sind als auch unter kontrollierten Bedingungen leicht biologisch abgebaut werden. Im Rahmen dieses neuen Forschungsbereichs wurden im Rahmen einer Förderung durch die Deutsche Bundesstiftung Umwelt insbesondere Bio-Polyesterurethane auf der Basis von bakteriell erzeugtem Poly-(R)-3-hydroxybutyrat bzw. Poly-(R)-3-hydroxybutyrat-co-valerat entwickelt. Diese Materialien können je nach Zusammensetzung ganz unterschiedliche mechanische Eigenschaften annehmen, z. B. im Sinne von Kleber ebenso wie als Leichtbaumaterial. Komposite, etwa mit Flachs oder Holzmehl, erreichen Werte der Zug- und Biegefestigkeit ähnlich Flachs-gefülltem Polypropylen. Bio-Polyesterurethane können somit fossile Materialien auf breiter Basis ersetzen, sind aber biogenen Ursprungs, lassen sich unter umweltfreundlichen Bedingungen herstellen, können recycelt werden und sind kontrolliert biologisch abbaubar. Die neuen Arbeiten wurden bei mehreren Tagungen und Messen vorgestellt. 2006 war Seliger beispielsweise zu Gast bei der vom damaligen Bundespräsidenten Köhler veranstalteten „Woche der Umwelt“ im Park von Schloss Bellevue.

## Publikationen (Auswahl)
- mit S. H. El-Taweel, B. Stoll, G. W. H. Höhne, A. A. Mansour: Stress–strain behavior of blends of bacterial polyhydroxybutyrate. In: Journal of Applied Polymer Science. Band 94, Nr. 6, 2004, ISSN 1097-4628, S. 2528–2537, doi:10.1002/app.21215.
- mit Gamal R Saad: Biodegradable copolymers based on bacterial Poly((R)-3-hydroxybutyrate): thermal and mechanical properties and biodegradation behaviour. In: Polymer Degradation and Stability. Band 83, Nr. 1, 1. Januar 2004, ISSN 0141-3910, S. 101–110, doi:10.1016/S0141-3910(03)00230-1.
- mit J. FLAVIO RAMALHO ORTIGÃO, HANNELORE RÖSCH, HELGA SELTER, ANJA FRÖHLICH, ANDREAS LORENZ, MATHIAS MONTENARH: Antisense Effect of Oligodeoxynucleotides with Inverted Terminal Internucleotidic Linkages: A Minimal Modification Protecting against Nucleolytic Degradation. In: Antisense Research and Development. Band 2, Nr. 2, Januar 1992, ISSN 1050-5261, S. 129–146, doi:10.1089/ard.1992.2.129.
- Handelsübliche polymere als träger in der oligonucleotidsynthese, 1. Synthese eines pentanucleosidtetraphosphats an merckogel or 1000 000®. In: Die Makromolekulare Chemie. Band 176, Nr. 6, 1975, ISSN 0025-116X, S. 1611–1627, doi:10.1002/macp.1975.021760607.
- Ein neuer weg zur synthese von polystyrol und styrol-copolymeren mit primären aromatischen aminogruppen. In: Die Makromolekulare Chemie. Band 169, Nr. 1, 1973, ISSN 0025-116X, S. 83–93, doi:10.1002/macp.1973.021690108.

## Auszeichnungen
- 1964: Akademischer Preis der Technischen Hochschule Darmstadt
- 1989: Forschungspreis der Stadt Ulm
- 2008: Goldmedaille der Erfindermesse Nürnberg
- 2008: Großer Preis der IFIA